# Finał Grand Prix w łyżwiarstwie figurowym 2012/2013
Finał Grand Prix w łyżwiarstwie figurowym 2012/2013 – siódme, a zarazem ostatnie w kolejności zawody łyżwiarstwa figurowego z cyklu Grand Prix 2012/2013 do których zakwalifikowało się 6 najlepszych zawodników/par, które zgromadziły najwięcej punktów w sześciu poprzednich zawodach GP. Zawody odbywały się równolegle z Finałem Junior Grand Prix w łyżwiarstwie figurowym 2012/2013, czyli ósmymi zawodami podsumowującymi cykl Junior Grand Prix 2012/2013 do których zakwalifikowało się 6 najlepszych zawodników/par, które zgromadziły najwięcej punktów w sześciu poprzednich zawodach JGP. Zawody rozgrywano od 6 do 9 grudnia 2012 roku w hali Pałac sportów zimowych Ajsbierg w Soczi.
Wśród solistów triumfował Japończyk Daisuke Takahashi. W konkurencji solistek zwyciężyła jego rodaczka Mao Asada. W konkurencji par sportowych złoty medal zdobyli reprezentanci Rosji Tetiana Wołosożar i Maksim Trańkow. W rywalizacji par tanecznych zwyciężyła para amerykańska Meryl Davis i Charlie White.
W kategorii juniorów wśród solistów zwycięstwo odniósł Rosjanin Maksim Kowtun, zaś w konkurencji solistek jego rodaczka Jelena Radionowa. W parach sportowych w kategorii juniorów triumfowali Rosjanie Lina Fiodorowa i Maksim Miroszkin. Z kolei w juniorskich parach tanecznych złoty medal zdobyli Rosjanie Aleksandra Stiepanowa i Iwan Bukin.

## Wyniki

### Kategoria seniorów

#### Soliści (S)

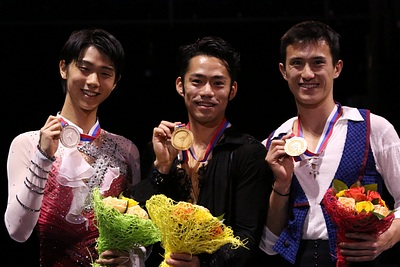
Medaliści w konkurencji solistów seniorów, od lewej Yuzuru Hanyū (JPN), Daisuke Takahashi (JPN), Patrick Chan (CAN)

| Poz. | Zawodnik          | Nota łączna | SP | SP    | FS | FS     |
| ---- | ----------------- | ----------- | -- | ----- | -- | ------ |
| 1    | Daisuke Takahashi | 269,40      | 1  | 92,29 | 3  | 177,11 |
| 2    | Yuzuru Hanyū      | 264,29      | 3  | 87,17 | 2  | 177,12 |
| 3    | Patrick Chan      | 258,66      | 2  | 89,27 | 4  | 169,39 |
| 4    | Javier Fernández  | 258,62      | 5  | 80,19 | 1  | 178,43 |
| 5    | Takahiko Kozuka   | 253,27      | 4  | 86,39 | 5  | 166,88 |
| 6    | Tatsuki Machida   | 198,63      | 6  | 70,58 | 6  | 128,05 |

#### Solistki (S)

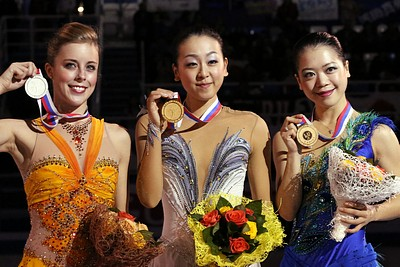
Medalistki w konkurencji solistek seniorek, od lewej Ashley Wagner (USA), Mao Asada (JPN), Akiko Suzuki (JPN)

| Poz. | Zawodniczka              | Nota łączna | SP | SP    | FS | FS     |
| ---- | ------------------------ | ----------- | -- | ----- | -- | ------ |
| 1    | Mao Asada                | 196,80      | 1  | 66,96 | 1  | 129,84 |
| 2    | Ashley Wagner            | 181,93      | 2  | 66,44 | 4  | 115,49 |
| 3    | Akiko Suzuki             | 180,77      | 3  | 65,00 | 3  | 115,77 |
| 4    | Kiira Korpi              | 174,94      | 4  | 63,42 | 5  | 111,52 |
| 5    | Jelizawieta Tuktamyszewa | 173,75      | 5  | 56,61 | 2  | 117,14 |
| 6    | Christina Gao            | 154,54      | 6  | 48,56 | 6  | 105,98 |

#### Pary sportowe (S)

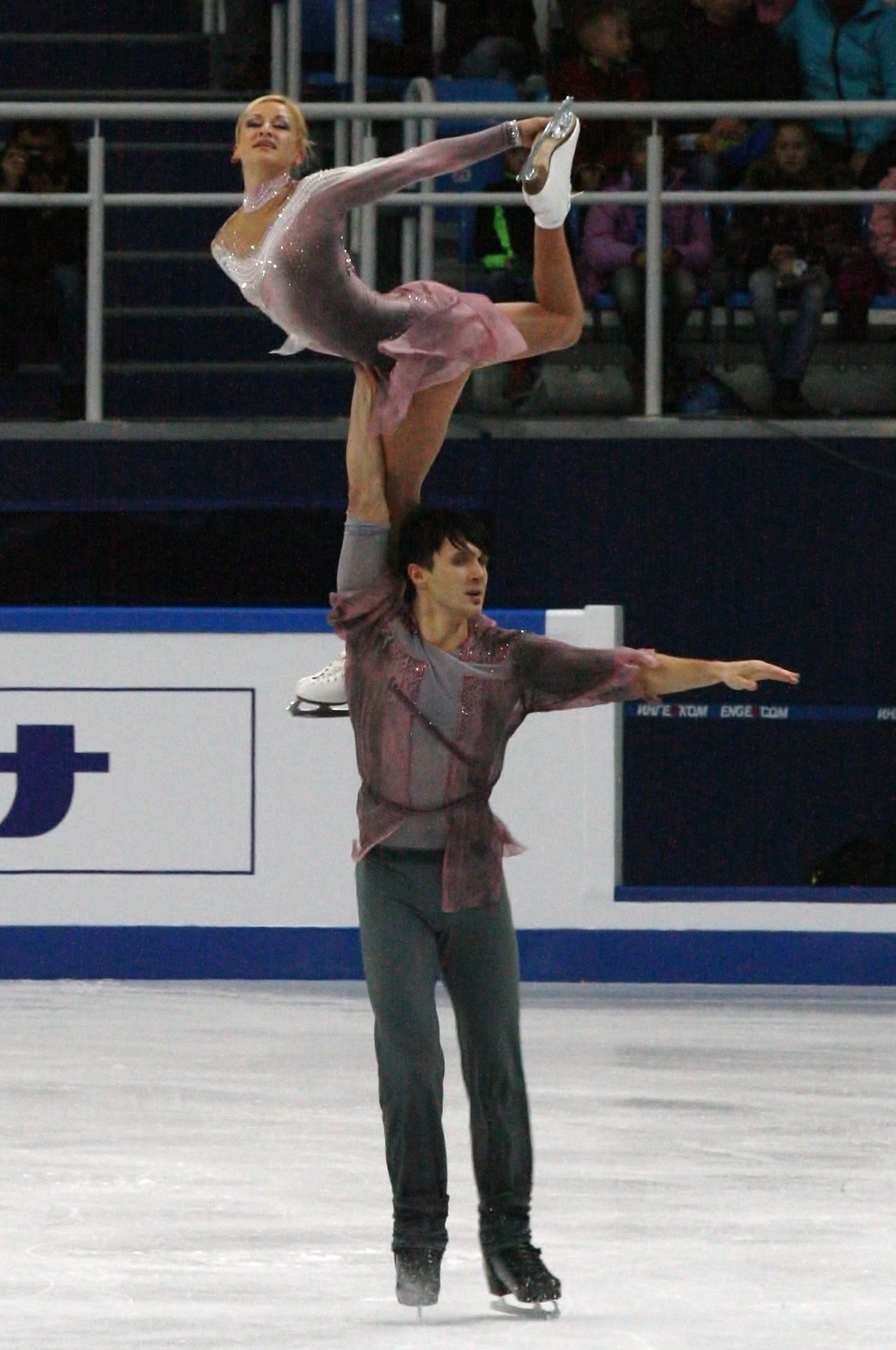
Zwycięzcy w parach sportowych seniorów Tetiana Wołosożar / Maksim Trańkow (RUS)

| Poz. | Zawodnicy                               | Nota łączna | SP | SP    | FS | FS     |
| ---- | --------------------------------------- | ----------- | -- | ----- | -- | ------ |
| 1    | Tetiana Wołosożar / Maksim Trańkow      | 204,55      | 1  | 73,46 | 2  | 131,09 |
| 2    | Wiera Bazarowa / Jurij Łarionow         | 201,60      | 2  | 70,14 | 1  | 131,46 |
| 3    | Pang Qing / Tong Jian                   | 192,81      | 3  | 64,74 | 3  | 128,07 |
| 4    | Meagan Duhamel / Eric Radford           | 187,09      | 4  | 64,20 | 4  | 122,89 |
| 5    | Kirsten Moore-Towers / Dylan Moscovitch | 180,45      | 5  | 60,95 | 6  | 119,50 |
| 6    | Yūko Kawaguchi / Aleksandr Smirnow      | 178,72      | 6  | 58,02 | 5  | 120,70 |

#### Pary taneczne (S)
| Poz. | Zawodnicy                              | Nota łączna | SD | SD    | FD | FD     |
| ---- | -------------------------------------- | ----------- | -- | ----- | -- | ------ |
| 1    | Meryl Davis / Charlie White            | 183,39      | 1  | 73,20 | 1  | 110,19 |
| 2    | Tessa Virtue / Scott Moir              | 179,83      | 2  | 71,27 | 2  | 108,56 |
| 3    | Nathalie Péchalat / Fabian Bourzat     | 170,18      | 3  | 68,70 | 3  | 101,48 |
| 4    | Anna Cappellini / Luca Lanotte         | 165,64      | 5  | 66,11 | 4  | 99,53  |
| 5    | Jekatierina Bobrowa / Dmitrij Sołowjow | 158,09      | 4  | 66,23 | 6  | 91,86  |
| 6    | Jelena Iljinych / Nikita Kacałapow     | 156,36      | 6  | 63,56 | 5  | 92,80  |

### Kategoria juniorów

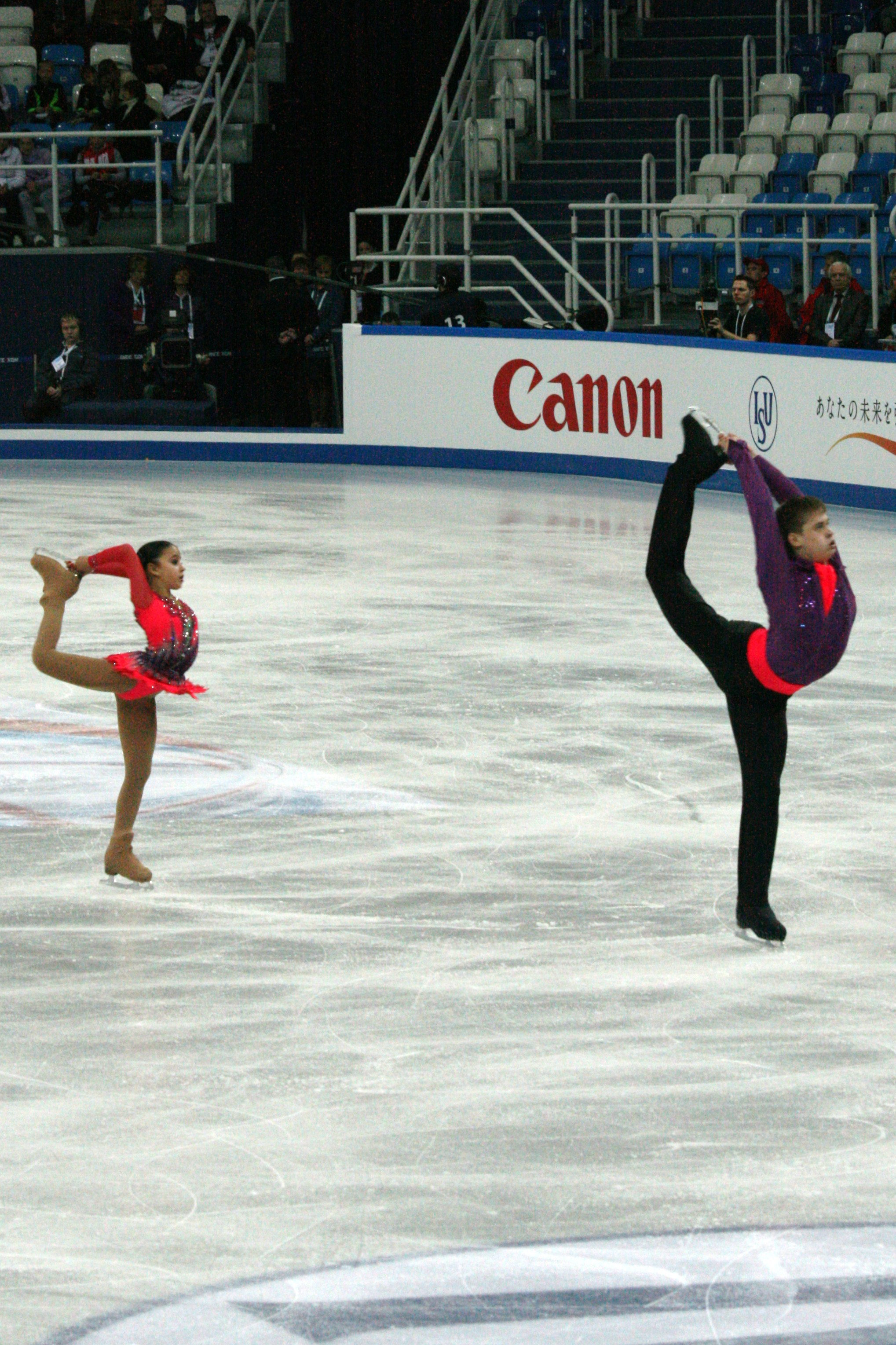
Zwycięzcy w parach sportowych juniorów Lina Fiodorowa / Maksim Miroszkin (RUS)

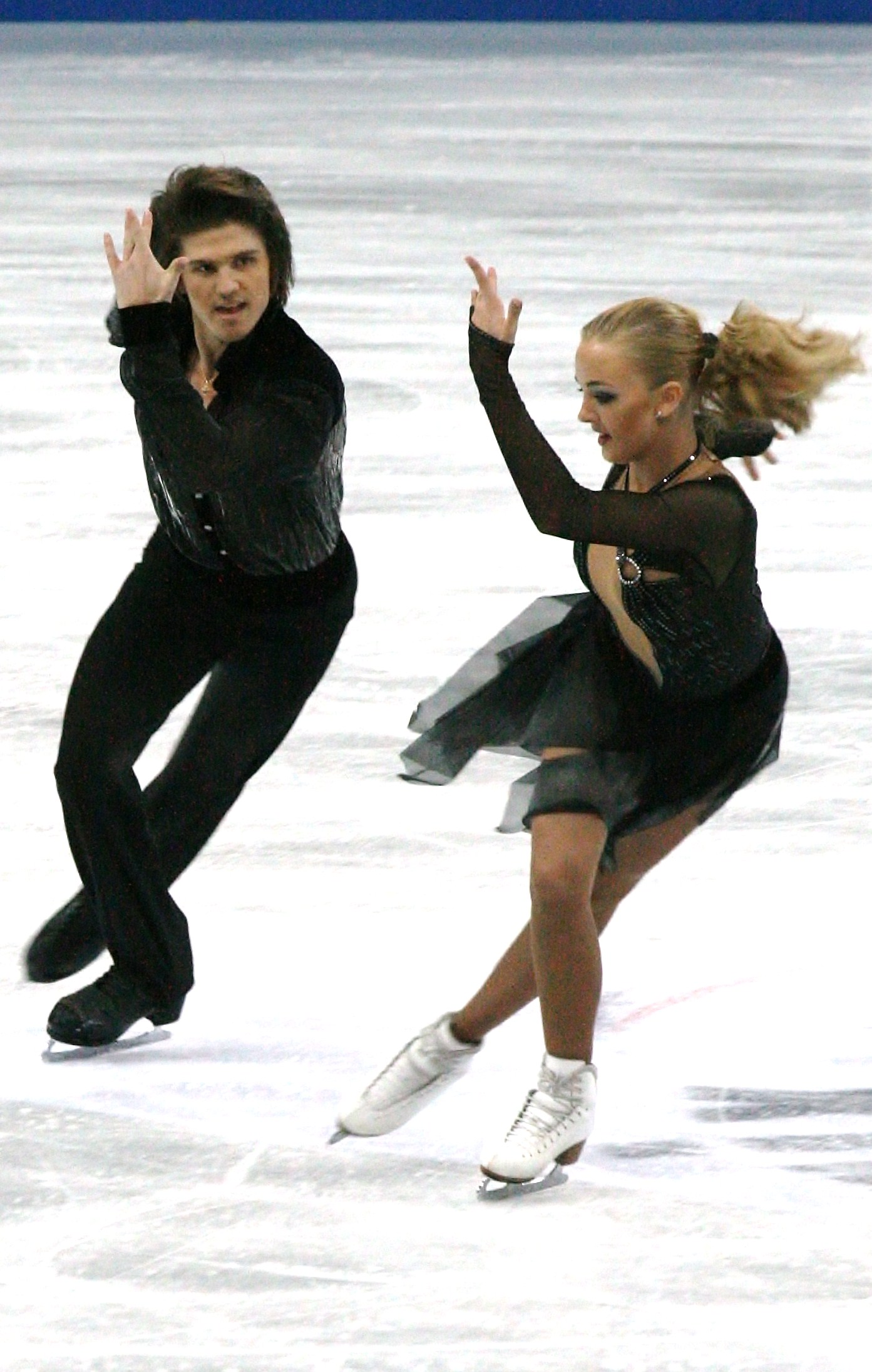
Zwycięzcy w parach tanecznych juniorów Aleksandra Stiepanowa / Iwan Bukin (RUS)

#### Soliści (J)
| Poz. | Zawodnik      | Nota łączna | SP | SP    | FS | FS     |
| ---- | ------------- | ----------- | -- | ----- | -- | ------ |
| 1    | Maksim Kowtun | 222,31      | 2  | 72,53 | 1  | 149,78 |
| 2    | Joshua Farris | 211,37      | 1  | 74,53 | 2  | 136,84 |
| 3    | Ryūju Hino    | 198,92      | 4  | 67,55 | 3  | 131,37 |
| 4    | Jason Brown   | 198,32      | 3  | 69,43 | 4  | 128,89 |
| 5    | Jin Boyang    | 187,95      | 6  | 60,73 | 5  | 127,22 |
| 6    | Keiji Tanaka  | 174,55      | 5  | 61,74 | 6  | 112,81 |

#### Solistki (J)
| Poz. | Zawodniczka      | Nota łączna | SP | SP    | FS | FS     |
| ---- | ---------------- | ----------- | -- | ----- | -- | ------ |
| 1    | Jelena Radionowa | 179,40      | 1  | 60,90 | 1  | 118,50 |
| 2    | Hannah Miller    | 168,41      | 2  | 59,18 | 4  | 109,23 |
| 3    | Anna Pogoriła    | 167,40      | 3  | 57,94 | 3  | 109,46 |
| 4    | Angela Wang      | 162,05      | 4  | 51,16 | 2  | 110,89 |
| 5    | Satoko Miyahara  | 157,74      | 5  | 49,60 | 5  | 108,14 |
| 6    | Leah Keiser      | 137,44      | 6  | 47,23 | 6  | 90,23  |

#### Pary sportowe (J)
| Poz. | Zawodnicy                             | Nota łączna | SP | SP    | FS | FS     |
| ---- | ------------------------------------- | ----------- | -- | ----- | -- | ------ |
| 1    | Lina Fiodorowa / Maksim Miroszkin     | 161,11      | 1  | 54,37 | 1  | 106,74 |
| 2    | Wasilisa Dawankowa / Andriej Dieputat | 155,96      | 3  | 51,34 | 2  | 104,62 |
| 3    | Marija Wygałowa / Jegor Zakrojew      | 153,56      | 4  | 50,76 | 3  | 102,80 |
| 4    | Margaret Purdy / Michael Marinaro     | 149,94      | 2  | 51,83 | 5  | 98,11  |
| 5    | Xiaoyu Yu / Yang Jin                  | 149,20      | 5  | 50,34 | 4  | 98,86  |
| 6    | Brittany Jones / Ian Beharry          | 145,89      | 6  | 48,11 | 6  | 97,78  |

#### Pary taneczne (J)
| Poz. | Zawodnicy                               | Nota łączna | SD | SD    | FD | FD    |
| ---- | --------------------------------------- | ----------- | -- | ----- | -- | ----- |
| 1    | Aleksandra Stiepanowa / Iwan Bukin      | 149,57      | 1  | 61,18 | 1  | 88,39 |
| 2    | Gabriella Papadakis / Guillaume Cizeron | 139,21      | 2  | 54,79 | 2  | 84,42 |
| 3    | Alexandra Aldridge / Daniel Eaton       | 136,19      | 4  | 52,60 | 3  | 83,59 |
| 4    | Anna Janowska / Siergiej Mozgow         | 129,31      | 3  | 53,03 | 4  | 76,28 |
| 5    | Walerija Zienkowa / Walerij Sinicyn     | 124,19      | 6  | 50,39 | 5  | 73,80 |
| 6    | Jewgienija Kosygina / Nikołaj Moroszkin | 120,05      | 5  | 50,45 | 6  | 69,60 |